# مانفريد أوسي كوادو
مانفريد أوسي كوادو (بالألمانية: Manfred Osei Kwadwo)‏ هو لاعب كرة قدم ألماني في مركز الوسط، ولد في 30 مايو 1995 في كوماسي في غانا. لعب مع دارمشتات 98 ونادي كايزرسلاوترن.

## وصلات خارجية
- مانفريد أوسي كوادو على موقع قاعدة بيانات كرة القدم.إي يو (الإنجليزية)
- مانفريد أوسي كوادو على موقع Soccerway.com (الإنجليزية)
- مانفريد أوسي كوادو على موقع عالم كرة القدم.نت (الإنجليزية)